# Saint-Georges-du-Mesnil
Saint-Georges-du-Mesnil település Franciaországban, Eure megyében. Lakosainak száma 148 fő (2018. január 1.).

## Népesség
A település népessége az elmúlt években az alábbi módon változott:
| Lakosok száma | 120  | 133  | 142  | 143  | 148  |
|               | 2013 | 2015 | 2016 | 2017 | 2018 |